# Систематика комах

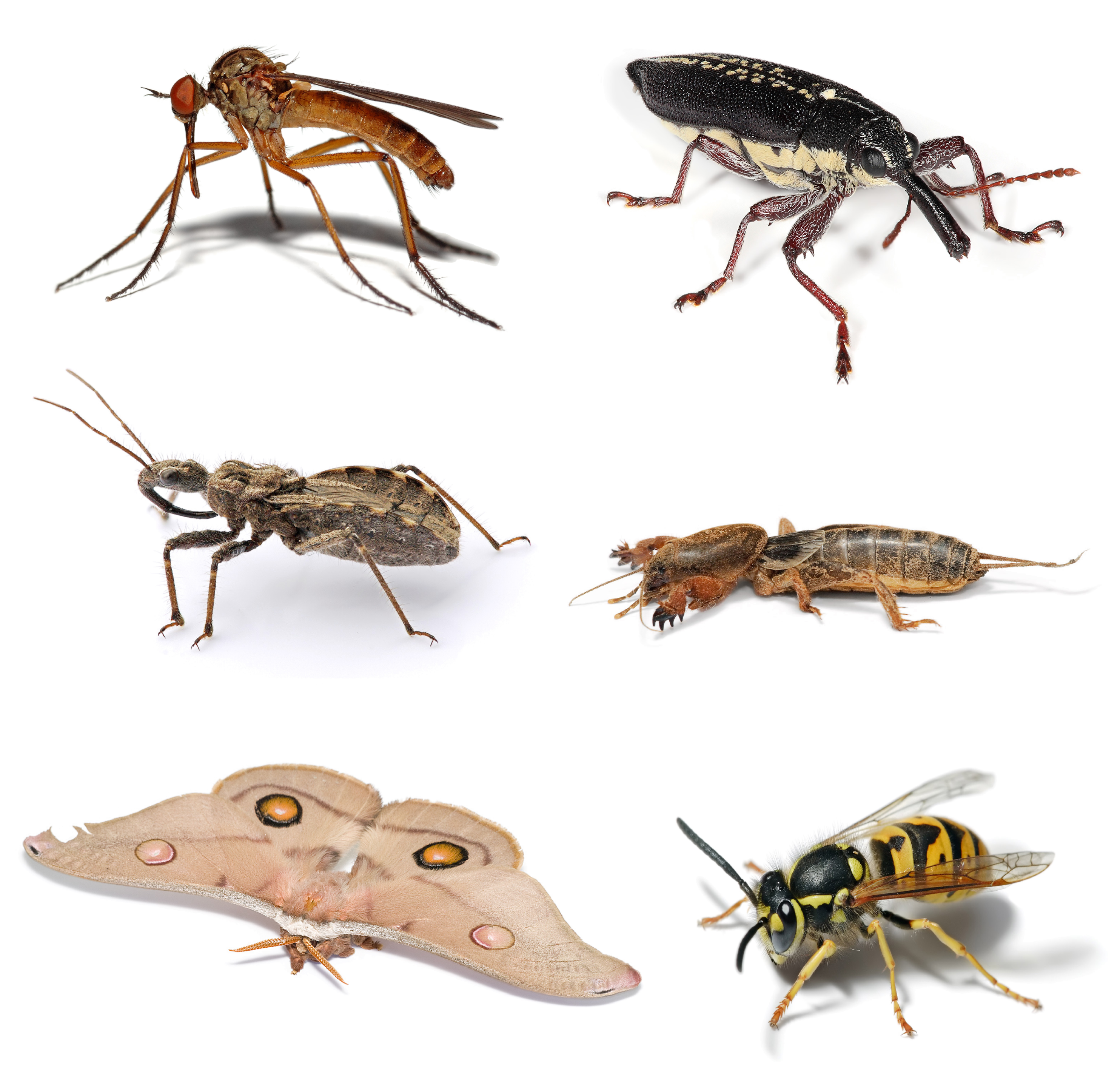
Представники 6 найбільших рядів комах.

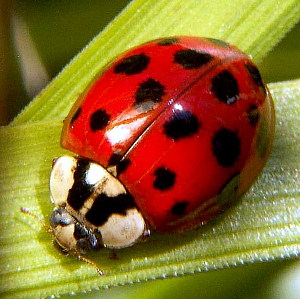
Сонечко з найбільшого ряду тварин (Твердокрилі).

Клас комах (Insecta) входить до надкласу шестиногі, підтип трахейнодишні типу членистоногі.
Станом на серпень 2013 року вчені описали 1 070 781 вид комах, зокрема 17 203 викопних види. З урахуванням того факту, що щорічно описується близько 7000-7500 нових для науки видів, число видів комах, що існують нині на Землі, оцінюють від 2 млн, 5-6 млн до близько 8 млн. Найбільшими серед чотирьох десятків сучасних і вимерлих рядів є такі групи, як твердокрилі (392 415 видів), двокрилі (160 591), лускокрилі (158 570), перетинчастокрилі (155 517), напівтвердокрилі (104 165) і прямокрилі (24 481).

## Походження комах
Комах традиційно зближували з багатоніжками, об'єднуючи їх у підтип трахейнодишні. В сучасній систематиці існує кілька різних поглядів на зовнішні філогенетичні зв'язки комах. Згідно з першою класифікацією, група багатоніжок є голофвлетичною і виникла від спільного з комахами предка. Згідно з цією гіпотезою, два рівноправних класи — багатоніжки і комахи об'єднуються в надклас неповновусих (Atelocerata).
Однак прихильники альтернативної теорії симфільного походження комах вважають, що багатоніжки є парафілетичною групою, предковою для комах, і тому не визнаються як єдиний клас. За цією класифікацією, неповновусі також діляться на дві групи — Monomalata, що об'єднує губоногих багатоніжок і Collifera, і Dimalata, що об'єднує симфіл і комах. Ні та, ні інша теорія зараз не є загальноприйнятою, оскільки таксони «Багатоніжки», «Monomalata» і «Dimalata» кожен окремо мають сильні і добре виражені аутапоморфії.
Згідно з третьою філогенетичною гіпотезою, висунутою в результаті вивчення послідовностей генів, комах зближують з ракоподібними, а не з багатоніжками. Прихильники цієї філогенетичної гіпотези об'єднали ракоподібних і комах в єдиний таксон Pancrustacea. Новітні морфологічні порівняння і філогенетичні реконструкції на основі геномних послідовностей вказують, що комахи дійсно є нащадками ракоподібних, що добре узгоджується з палеонтологічними даними. Однак морфологічні та молекулярні дані не узгоджуються при визначенні найближчих родичів комах серед ракоподібних: морфологічні дані вказують на зв'язок комах з вищими ракоподібними, а молекулярні — з зяброногими.
Кладограма згідно з теорією Pancrustacea (за даними вивчення ядерних геномів Regier et al.  2005 та ін.):

|  | Ostracoda  |
|  |            |
|  | Branchiura |
|  |            |

|  | Copepoda                                                     |
|  |                                                              |
|  | \| \| Thecostraca \| \| \| \| \| \| Malacostraca \| \| \| \| |
|  |                                                              |
|  | Thecostraca                                                  |
|  |                                                              |
|  | Malacostraca                                                 |
|  |                                                              |

|  | Thecostraca  |
|  |              |
|  | Malacostraca |
|  |              |

|  | Remipedia     |
|  |               |
|  | Cephalocarida |
|  |               |

|  | Branchiopoda                    |
|  |                                 |
|  | Hexapoda (Insecta + Entognatha) |
|  |                                 |

|  | Remipedia     |
|  |               |
|  | Cephalocarida |
|  |               |

|  | Branchiopoda                    |
|  |                                 |
|  | Hexapoda (Insecta + Entognatha) |
|  |                                 |

|  | Copepoda                                                     |
|  |                                                              |
|  | \| \| Thecostraca \| \| \| \| \| \| Malacostraca \| \| \| \| |
|  |                                                              |
|  | Thecostraca                                                  |
|  |                                                              |
|  | Malacostraca                                                 |
|  |                                                              |

|  | Thecostraca  |
|  |              |
|  | Malacostraca |
|  |              |

|  | Remipedia     |
|  |               |
|  | Cephalocarida |
|  |               |

|  | Branchiopoda                    |
|  |                                 |
|  | Hexapoda (Insecta + Entognatha) |
|  |                                 |

|  | Remipedia     |
|  |               |
|  | Cephalocarida |
|  |               |

|  | Branchiopoda                    |
|  |                                 |
|  | Hexapoda (Insecta + Entognatha) |
|  |                                 |

|  | Ostracoda  |
|  |            |
|  | Branchiura |
|  |            |

|  | Copepoda                                                     |
|  |                                                              |
|  | \| \| Thecostraca \| \| \| \| \| \| Malacostraca \| \| \| \| |
|  |                                                              |
|  | Thecostraca                                                  |
|  |                                                              |
|  | Malacostraca                                                 |
|  |                                                              |

|  | Thecostraca  |
|  |              |
|  | Malacostraca |
|  |              |

|  | Remipedia     |
|  |               |
|  | Cephalocarida |
|  |               |

|  | Branchiopoda                    |
|  |                                 |
|  | Hexapoda (Insecta + Entognatha) |
|  |                                 |

|  | Remipedia     |
|  |               |
|  | Cephalocarida |
|  |               |

|  | Branchiopoda                    |
|  |                                 |
|  | Hexapoda (Insecta + Entognatha) |
|  |                                 |

|  | Copepoda                                                     |
|  |                                                              |
|  | \| \| Thecostraca \| \| \| \| \| \| Malacostraca \| \| \| \| |
|  |                                                              |
|  | Thecostraca                                                  |
|  |                                                              |
|  | Malacostraca                                                 |
|  |                                                              |

|  | Thecostraca  |
|  |              |
|  | Malacostraca |
|  |              |

|  | Remipedia     |
|  |               |
|  | Cephalocarida |
|  |               |

|  | Branchiopoda                    |
|  |                                 |
|  | Hexapoda (Insecta + Entognatha) |
|  |                                 |

|  | Remipedia     |
|  |               |
|  | Cephalocarida |
|  |               |

|  | Branchiopoda                    |
|  |                                 |
|  | Hexapoda (Insecta + Entognatha) |
|  |                                 |

|  | Ostracoda  |
|  |            |
|  | Branchiura |
|  |            |

|  | Copepoda                                                     |
|  |                                                              |
|  | \| \| Thecostraca \| \| \| \| \| \| Malacostraca \| \| \| \| |
|  |                                                              |
|  | Thecostraca                                                  |
|  |                                                              |
|  | Malacostraca                                                 |
|  |                                                              |

|  | Thecostraca  |
|  |              |
|  | Malacostraca |
|  |              |

|  | Remipedia     |
|  |               |
|  | Cephalocarida |
|  |               |

|  | Branchiopoda                    |
|  |                                 |
|  | Hexapoda (Insecta + Entognatha) |
|  |                                 |

|  | Remipedia     |
|  |               |
|  | Cephalocarida |
|  |               |

|  | Branchiopoda                    |
|  |                                 |
|  | Hexapoda (Insecta + Entognatha) |
|  |                                 |

|  | Copepoda                                                     |
|  |                                                              |
|  | \| \| Thecostraca \| \| \| \| \| \| Malacostraca \| \| \| \| |
|  |                                                              |
|  | Thecostraca                                                  |
|  |                                                              |
|  | Malacostraca                                                 |
|  |                                                              |

|  | Thecostraca  |
|  |              |
|  | Malacostraca |
|  |              |

|  | Remipedia     |
|  |               |
|  | Cephalocarida |
|  |               |

|  | Branchiopoda                    |
|  |                                 |
|  | Hexapoda (Insecta + Entognatha) |
|  |                                 |

|  | Remipedia     |
|  |               |
|  | Cephalocarida |
|  |               |

|  | Branchiopoda                    |
|  |                                 |
|  | Hexapoda (Insecta + Entognatha) |
|  |                                 |

|  | Ostracoda  |
|  |            |
|  | Branchiura |
|  |            |

|  | Copepoda                                                     |
|  |                                                              |
|  | \| \| Thecostraca \| \| \| \| \| \| Malacostraca \| \| \| \| |
|  |                                                              |
|  | Thecostraca                                                  |
|  |                                                              |
|  | Malacostraca                                                 |
|  |                                                              |

|  | Thecostraca  |
|  |              |
|  | Malacostraca |
|  |              |

|  | Remipedia     |
|  |               |
|  | Cephalocarida |
|  |               |

|  | Branchiopoda                    |
|  |                                 |
|  | Hexapoda (Insecta + Entognatha) |
|  |                                 |

|  | Remipedia     |
|  |               |
|  | Cephalocarida |
|  |               |

|  | Branchiopoda                    |
|  |                                 |
|  | Hexapoda (Insecta + Entognatha) |
|  |                                 |

|  | Copepoda                                                     |
|  |                                                              |
|  | \| \| Thecostraca \| \| \| \| \| \| Malacostraca \| \| \| \| |
|  |                                                              |
|  | Thecostraca                                                  |
|  |                                                              |
|  | Malacostraca                                                 |
|  |                                                              |

|  | Thecostraca  |
|  |              |
|  | Malacostraca |
|  |              |

|  | Remipedia     |
|  |               |
|  | Cephalocarida |
|  |               |

|  | Branchiopoda                    |
|  |                                 |
|  | Hexapoda (Insecta + Entognatha) |
|  |                                 |

|  | Remipedia     |
|  |               |
|  | Cephalocarida |
|  |               |

|  | Branchiopoda                    |
|  |                                 |
|  | Hexapoda (Insecta + Entognatha) |
|  |                                 |

## Обсяг групи
У сучасній науковій літературі назву «Insecta» вживають не менше ніж у 3 або 4 різних значеннях. У традиційному розумінні назва «Insecta» (Вільям Елфорд Ліч, 1815) — використовується в широкому значенні, або як шестиногі. В такому варіанті термін Hexapoda використовується як ще одне позначення Insecta, особливо в тих випадках, коли примітивні безкрилі комахи (Apterygota) не розглядаються, як справжні комахи. Однак останнім часом у світовій і вітчизняній літературі «комахи» частіше розуміються у більш вузькому сенсі, тобто комахами найчастіше називають групу, що включає первиннобезкрилих комах і всіх крилатих Pterygota. В такому обсязі цей таксон розглядається в більшості сучасних робіт з ентомології. Двохвостів, колембол і безвусикових вчені або протиставляють комахам, утворюючи окремий клас Entognatha, або вважають самостійними класами.
Кладограмма згідно з Tree of Life Web Project:
| Ellipura | \| \| Collembola \| \| \| \| \| \| Protura \| \| \| \| |
|          | \| \| Collembola \| \| \| \| \| \| Protura \| \| \| \| |
|          | Diplura                                                |
|          |                                                        |
|          | Collembola                                             |
|          |                                                        |
|          | Protura                                                |
|          |                                                        |

|  | Collembola |
|  |            |
|  | Protura    |
|  |            |

| Ellipura | \| \| Collembola \| \| \| \| \| \| Protura \| \| \| \| |
|          | \| \| Collembola \| \| \| \| \| \| Protura \| \| \| \| |
|          | Diplura                                                |
|          |                                                        |
|          | Collembola                                             |
|          |                                                        |
|          | Protura                                                |
|          |                                                        |

|  | Collembola |
|  |            |
|  | Protura    |
|  |            |

## Систематика всередині класу
Систематика класу, наведена в різних роботах, відбиває різні погляди їх авторів і є дискусійною. Всередині класу комах обґрунтовано виділяють клади (підкласи) Archaeognatha і Dicondylia (Zygentoma + Pterygota). Крилатих комах поділяють на клади Ephemeroptera + Odonatoptera + Neoptera. В інфракласі новокрилі комахи виділяють близько 30 рядів, які групуються в декілька клад (когорти, надряди), статус яких дискутується (наприклад, Polyneoptera, Paraneoptera, Oligoneoptera або Holometabola). Нижче наведено схему за даними Grimaldi & Engel (2005).
```
|-o Linnaeus, 1758 (,, )
|
 |-- Börner, 1904 (; †; : )
 `--o 
Dicondylia
 sensu lato
 |-- Börner, 1904 ( Latreille, 1796: Lepismatoidea; Apterata Boudreaux, 1979)
 `--o 
Pterygota
 sensu Grimaldi & Engel, 2005 (крилаті комахи)
 |-- ( Crampton, 1928)
 `--+?- †
Triplosoba pulchella
 Brongniart, 1893; U. Carb. WEu. (†
Protephemeroptera
 Handlisch 1906: †
Triplosobidae
)
 `--o 
Metapterygota
 Börner, 1904 sensu Grimaldi & Engel, 2005
 |?- †
Rhyniognatha hirsti
 Tillyard, 1928b
 |--o Martynov, 1932 sensu Grimaldi & Engel, 2005 ( sensu lato) (стрекозоподобные )
 | |-- †
Geroptera
 Brodsky, 1994
 | `--o 
Holodonata
 (
Neodonataptera
 Bechly, 1996)
 | |-- †
Protodonata
 (†
Meganisoptera
 Martynov, 1932 sensu Bechly, 1996)
 | `-- 
Odonata
 (
Odonatoclada
 Bechly, 1998; 
Panodialata
 Nel, Gand & Garric, 1999) 
 |--o † sensu Grimaldi & Engel, 2005 ( Rohdendorf, 1968)
 | |?- †
Spilapteridae

 | |== †
Palaeodictyoptera
(paraphyletic)
 | `--+-- †
Diaphanopterodea
 Handlirsch, 1906 (
Paramegasecoptera
)
 | `--+-- †
Dicliptera
 Grimaldi & Engel, 2005 (incl. †
Diathemoptera
 & †
Permothemistida
) (
Archodonata
 Martynov sensu Kluge, 2000)
 | `-- †
Megasecoptera

 `-- 
Neoptera
 Martynov, 1923 (
Neopterygota
 Crampton, 1924) (жуки, метелики, мурашки тощо)
 |?-o †
Paoliida
 Handlirsch, 1906 (
Protoptera
 Sharov, 1966)
 |--o Martynov, 1938 
(:, ,, ,, ,, ,, )

 `--o 
Eumetabola

 |?- †
Miomoptera

 |-- 
() (,, ,, ,, ,, , )

 `--o 
Paraneoptera
 (Hemipterodea) 
(
Hemiptera
, 
Thysanoptera
, 
Psocoptera
, 
Phthiraptera
)
```

## Палеонтологія комах

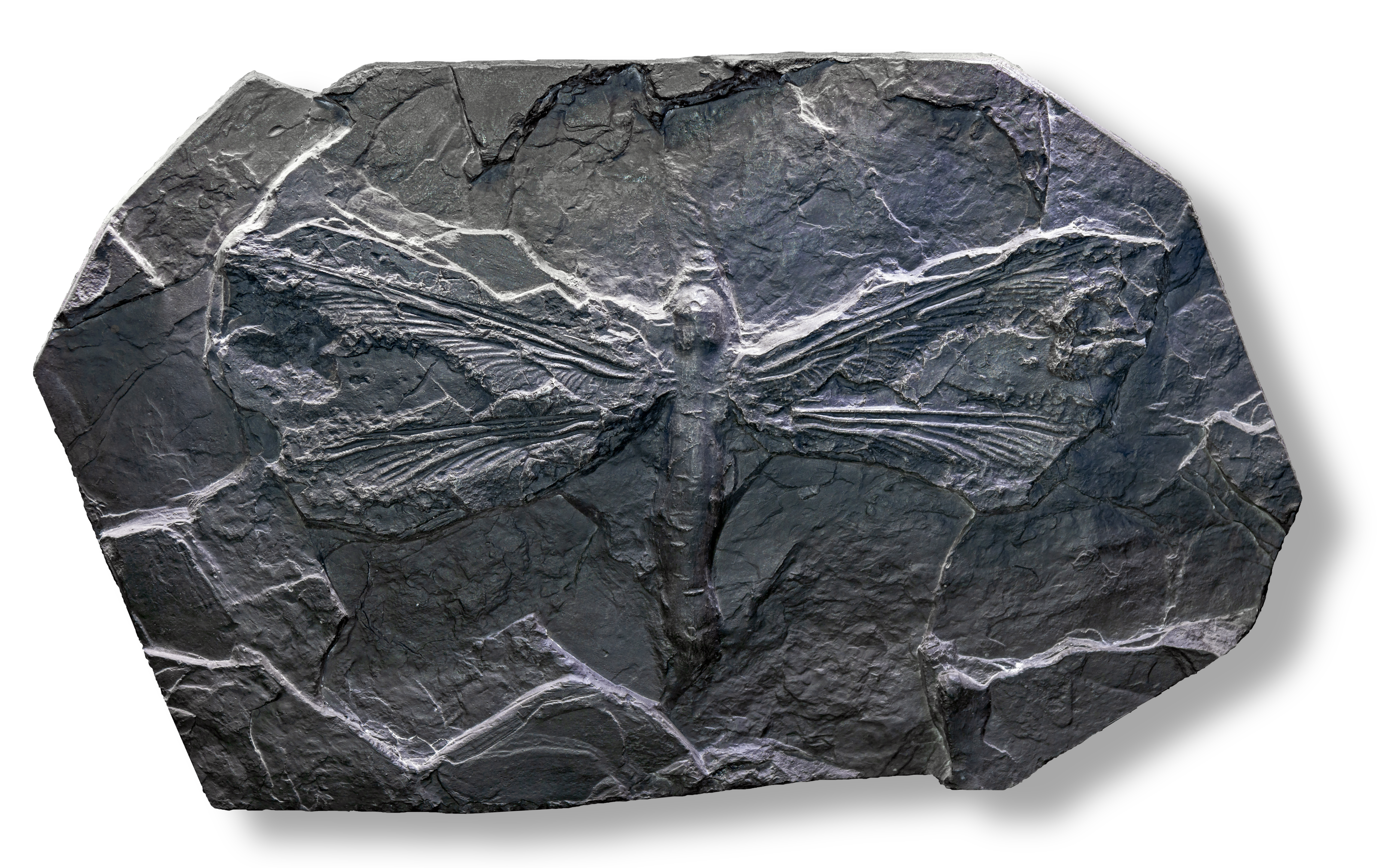
Відбиток вимерлої гігантської бабки меганеври з викопного ряду Protodonata з розмахом крил 68 см

Найдавнішими комахами є девонські види Rhyniognatha hirsti (410 млн років) і Strudiella devonica (385—360 млн років). До найдавніших комах належать також повністю вимерлі ряди Пратаргани, Паоліїдові, бабковидні Archodonata і Protodonata, Palaeodictyoptera, Diaphanopterodea, Hypoperlida, Megasecoptera, Miomoptera і Герариди, знайдені в карбоні (понад 300 млн років).
Серед збережених до нашого часу комах відомі ряди, які існують протягом тривалого часу. Ряд давньощелепні відомий з девонського періоду (390 млн років). Ряди одноденки, бабки, прямокрилі, таргани існують з кам'яновугільного періоду (350 млн років), напівтвердокрилі, сіноїди, скорпіонові, волохокрильці, сітчастокрилі, трипси, веслокрилі, твердокрилі відомі починаючи з пермського періоду (290 млн років), перетинчастокрилі, терміти, вислокрилки, паличники, двокрилі — з тріасу (250 млн років). Таким чином, більшість рядів комах існує вже понад 200—300 млн років. Бліх виявлено в нижній крейді та балтійському бурштині. Викопні воші достовірно відомі за знахідками з плейстоцену Сибіру.

## Історія систематики комах
Сучасна наукова назва комах — Insecta (Linnaeus, 1758) має формальне авторство Карла Ліннея в силу правил Міжнародного кодексу зоологічної номенклатури, згідно з яким дата виходу 10-го видання ліннеївської «Системи природи» (1758) є початковою датою пріоритету для всіх назв зоологічних таксонів. Стосовно типіфікованих назв видів, родів, родин і проміжних між ними діють правила Міжнародного кодексу зоологічної номенклатури, але на такі нетипіфіковані назви, як Insecta, вони не поширюються. Як наслідок, у науковій літературі використовували назву «Insecta» для найрізномантніших таксонів.
Insecta спочатку було латинським перекладом вживаної Арістотелем назви Entomon (яка буквально означала «комахи»). До Entomon Арістотель відносив різних наземних членистоногих (шестиногих, павукоподібних та інших), але не ракоподібних, яких він відносив до Malacostraca.
Таке вживання назви Entomon залишилося традиційним і до теперішнього часу: зараз під словом «ентомологія» розуміють науку про комах, павукоподібних та багатоніжок, але не про ракоподібних.
У доліннеївський період існували й інші значення назви Insecta; наприклад, Реомюр називав комахами всіх тварин, крім ссавців, птахів і риб.
Карл Лінней, всупереч традиціям, не визнавав самостійності класу ракоподібних, і включав усіх ракоподібних до ряду Aptera класу Insecta. В такому вигляді його клас Insecta виявився відповідним за обсягом таксону, який зараз має назву Arthropoda (членистоногі). Тоді як клас Entomon або Insecta в традиційному розумінні не відповідає нічому в нинішній систематиці.
Ламарк відносив до класу Insecta тільки крилатих комах, та й то не всіх. Інші автори використовували назву «Insecta» в тому чи іншому значенні, проміжному між ліннеївським і ламарківським.
У період з часів Ліннея до наших днів слово Insecta використовувалося в таких значеннях:
- Insecta Linnaeus 1758 = Arthropoda Siebold et Stannius 1848
- Insecta Lamarck 1801 = Pterodicera Latreille 1802
- Insecta Latreille 1806 = Tracheata Haeckel 1866
- Insecta Leach 1815 = Hexapoda Blainville 1816
- Insecta Cuvier 1817 = Atelocerata Heymons 1901
- Insecta Packard 1883 = Dimalata Sharov 1966;
- Insecta Kingsley 1894 = Opisthogoneata Pocock 1893;
- Insecta Handschin 1958 = Amyocerata Remington 1955;
- Insecta Chen 1962 = Pleomerentoma Krausse et Wolff 1919.

У старій світовій літературі «комахами» найчастіше називають широку групу, що включає первиннобезкрилих комах і всіх Pterygota (іноді використовують і назву Hexapoda). У сучасному розумінні клас Insecta приймається у вужчому обсязі. Двохвостів, колембол і безвусикових учені або протиставляють комахам, утворюючи окремий клас Entognatha, або вважають самостійними класами. Однак, зміни рангів і назв, що використовуються для позначення комах, не пов'язані з якимись новими науковими ідеями, вони продиктовані передусім міркуваннями зручності і дотримання традицій.

## Сучасна систематика
Сучасна систематика класу, наведена в різних роботах, відображає різні погляди їх авторів і обговорюється. Є різні погляди і дискусії щодо систематичного положення або необхідності збереження статусу цілої низки таксонів. Нині, раніше самостійні ряди клопи і рівнокрилі, об'єднують у ряд напівтвердокрилі, а ряд терміти включено до ряду тарганоподібні. Разом з тим, віялокрилих (яких іноді об'єднували з жуками) і богомолових (об'єднувалися з тарганами) сучасні автори знову розглядають як окремі ряди.
За сучасними поглядами (Zhang, 2013) клас Комахи включає 1 070 781 вид (зокрема †17 203 викопних види):
- Ряд Archaeognatha (514 видів, зокрема †8 викопних видів)
- Ряд Zygentoma (574 види, зокрема †20 викопних видів)
- Ряд Ephemeroptera (3281 вид, зокрема †157 викопних видів)
- † Ряд Geroptera (2 види, зокрема †2 викопних види)
- † Ряд Protodonata (57 видів, зокрема †57 викопних видів)
- Ряд Odonata (6650 видів, зокрема †608 викопних видів)
- † Ряд Palaeodictyoptera (233 виду, зокрема †233 викопних види)
- † Ряд Mischopterida (100 видів, зокрема †100 викопних видів)
- † Ряд Diaphanopterodea (74 види, зокрема †74 викопних види)
- † Ряд Paoliida (14 видів, зокрема †14 викопних видів)
- † Ряд Caloneurodea (40 видів, зокрема †40 викопних видів)
- † Ряд Titanoptera (46 видів, зокрема †46 викопних видів)
- Ряд Orthoptera (24 481 вид, зокрема †651 викопний вид)
- Ряд Phasmida (3100 видів, зокрема †54 викопних видів)
- Ряд Embioptera (464 види, зокрема †7 викопних видів)
- Ряд Grylloblattodea (542 виду, зокрема †510 викопних видів)
- Ряд Mantophasmatodea (23 види, зокрема †6 викопних видів)
- Ряд Plecoptera (3833 види, зокрема †120 викопних видів)
- Ряд Dermaptera (1982 види, зокрема †49 викопних видів)
- Ряд Zoraptera (45 видів, зокрема †9 викопних видів)
- Ряд Mantodea (2447 видів, зокрема †22 викопних види)
- Ряд Blattodea (8643 види, зокрема †1073 викопних види), зокрема терміти.
- † Ряд Miomoptera (89 видів, зокрема †89 викопних видів)
- Ряд Psocoptera (5732 виду, зокрема †121 викопний вид)
- Ряд Phthiraptera (5136 видів, зокрема †1 викопний вид)
- Ряд Thysanoptera (6091 вид, зокрема †153 викопних види)
- Ряд Hemiptera (104 165 видів, зокрема †1982 викопних види)
- † Ряд Glosselytrodea (30 видів, зокрема †30 викопних видів)
- Ряд Hymenoptera (155 517 видів, зокрема †2429 викопних видів)
- Ряд Strepsiptera (624 видів, зокрема †11 викопних видів)
- Ряд Coleoptera (392 415 видів, зокрема †2928 викопних видів)
- Ряд Neuroptera (5937 видів, зокрема †469 викопних видів)
- Ряд Megaloptera (380 видів, зокрема †21 викопний вид)
- Ряд Raphidioptera (271 вид, зокрема †87 викопних видів)
- Ряд Trichoptera (15 233 видів, зокрема †685 викопних видів)
- Ряд Lepidoptera (158 570 видів, зокрема †147 викопних видів)
- Ряд Diptera (160 591 вид, зокрема †3817 викопних видів)
- Ряд Siphonaptera (2086 видів, зокрема †4 викопних види)
- Ряд Mecoptera (769 видів, зокрема †369 викопних видів)

Пізніше описано такі викопні ряди:
- † Ряд Aethiocarenodea (†1 викопний вид)
- † Ряд Alienoptera (†1 викопний вид)
- † Ряд Argentinoptera (†1 викопний вид)
- † Ряд Eugeroptera (†2 викопних види)
- † Ряд Kukaloptera (†1 викопний вид)
- † Ряд Skleroptera (†1 викопний вид)
- † Ряд Tarachoptera (†4 викопних види)